# Heilig Sacramentskerk (Merksem)
De Heilig Sacramentskerk is een parochiekerk in de tot de gemeente Antwerpen behorende plaats Merksem, gelegen aan de Lambrechtshoekenlaan.
Deze kerk werd gebouwd ten behoeve van de jongste parochie van Merksem, die in 1964 werd opgericht. In 1967-1968 werd de kerk gebouwd, naar ontwerp van Jean Waterkeyn en E. Van Tichelen.
De kerk, gebouwd in de stijl van het naoorlogs modernisme, heeft een rechthoekige plattegrond, een plat dak en werd opgetrokken in beton. Ook de naastgebouwde klokkentoren is van beton; deze heeft een opengewerkte klokkenruimte.
De kerk bezit een 16e- of 17e-eeuws houten Mariabeeld dat afkomstig is van een wegkapel.